# Polhemsbakelse
Polhemsbakelsen är ett bakverk som fått sitt namn av Christopher Polhem. Bakelsen togs fram i Visby i början av 2008 som ett lokalt gotländskt bakverk som kompletterar semlan.
Polhemsbakelsen består av wienerdeg och däri vaniljkräm, salmbärssylt samt vispad grädde. Den är dekorerad med blåbär och jordgubbar. Bakelsen serveras främst på Kristofferdagen 15 mars.